# Bertil Bouillon
Bertil Bouillon (* 10. März 1958 in Frankfurt am Main) ist ein deutscher Orthopäde und Unfallchirurg. Er ist Direktor der Klinik für Orthopädie, Unfallchirurgie und Sporttraumatologie am Klinikum Köln-Merheim und war 2014 Präsident der Deutschen Gesellschaft für Unfallchirurgie (DGU) sowie Stellvertretender Präsident der Deutschen Gesellschaft für Orthopädie und Unfallchirurgie (DGOU).

## Leben
Bertil Bouillon studierte von 1976 bis 1982 Humanmedizin an der Johann Wolfgang Goethe-Universität Frankfurt am Main, wo er 1982 promovierte. Von 1984 bis 1986 war er Assistenzarzt am II. Chirurgischen Lehrstuhl der Universität zu Köln. Anschließend folgte ein einjähriger Auslandsaufenthalt an der McGill University in Montreal/Kanada. Dort erwarb er ein Diplom in Epidemiologie und Biostatistik. Danach war er ab 1987 Assistenzarzt, ab 1996 Oberarzt, habilitierte 1998 und war ab 2001 Leitender Oberarzt am II. Chirurgischen Lehrstuhl der Universität zu Köln. Seit 2004 ist Bouillon Direktor der Klinik für Unfallchirurgie, Orthopädie und Sporttraumatologie am Klinikum Köln-Merheim. Im selben Jahr wurde Bouillon auf den Lehrstuhl für Unfallchirurgie/Orthopädie der Universität Witten/Herdecke berufen. Von 2005 bis 2010 war er Prodekan für Lehre und Forschung, seitdem ist er Koordinator für Lehre und Forschung der Universität Witten/Herdecke.

## Forschung
Die Forschungsschwerpunkte Bertil Bouillons sind Polytraumaversorgung, Frakturenversorgung, Sporttraumatologie, Sehnen- und Muskelverletzungen sowie Arbeitsunfälle. Daneben befasst er sich mit dem Traumaregister der Deutschen Gesellschaft für Unfallchirurgie, der Lebensqualität nach Trauma und Gerinnungsstörungen nach Trauma und Sportverletzungen.

## Funktionen/Mitgliedschaften
Seit 1990 ist Bertil Bouillon Mitglied der Deutschen Gesellschaft für Unfallchirurgie (DGU), wo er ab 2009 Schatzmeister sowie 2012 und 2013 Vizepräsident war und 2014 Präsident ist. Er ist Stellvertretender Vorsitzender des Berufsverbands Deutscher Chirurgen Nordrhein (BDC-Nordrhein), Seminarleiter bei der Deutschen Gesellschaft für Ultraschall (DEGUM) und im ATLS© Board Deutschland.
Bouillon ist Mitglied in der Deutschen Gesellschaft für Chirurgie (DGCh), der Arbeitsgemeinschaft der Notärzte Nordrhein Westfalens (AGNNW), der Sektion NIS der DGU (Notfall-, Intensivmedizin und Schwerverletztenversorgung), der American Academy of Orthopaedic Surgeons (AAOS), der American Association for the Surgery of Trauma (AAST) und des Berufsverbands Deutscher Chirurgen (BDC).

## Ausgewählte Publikationen
- M. Mutschler, M. Hoffmann, C. Wölfl M. Münzberg, I. Schipper, T. Paffrath, B. Bouillon, M. Maegele: Is the ATLS classification of hypovolaemic shock appreciated in daily trauma care? An online-survey among 383 ATLS course directors and instructors. In: Emerg Med J., 2013 Sep 26, PMID 24071947.
- M. Balke, M. M. Schneider, S. Shafizadeh, H. Bäthis, B. Bouillon, M. Banerjee: Current state of treatment of acute acromioclavicular joint injuries in Germany: is there a difference between specialists and non-specialists? A survey of German trauma and orthopaedic departments. In: Knee Surgery, Sports Traumatology, Arthroscopy. 2013, PMID 24306123.
- C. J. Simanski, C. Pape-Köhler, K. Kreutz, R. Lefering, P. Hoederath, S. Hoederath, A. Althaus, B. Bouillon, E. A. Neugebauer: Surgical patients with chronic pain or chronic postsurgical pain: a prospective analysis of psychological and social factors. In: Schmerz. 2013 Dec:27(6), S. 597–604, PMID 24337426.
- M. Balke, M. M. Schneider, R. Akoto, H. Bäthis, B. Bouillon, M. Banerjee: Acute acromioclavicular joint injuries: Changes in diagnosis and therapy over the last 10 years. In: Unfallchirurg, 2014 Jan 10, PMID 24408200.
- J. Höher, R. Akoto, P. Helm, S. Shafizadeh, B. Bouillon, M. Balke: Rolimeter measurements are suitable as substitutes to stress radiographs in the evaluation of posterior knee laxity. In: Knee Surgery, Sports Traumatology, Arthroscopy, 2014, PMID 24562696.
- A. Driessen, M. Balke, C. Offerhaus, W. J. White, S. Shafizadeh, C. Becher, B. Bouillon, J. Höher: The fabella syndrome - a rare cause of posterolateral knee pain: a review of the literature and two case reports. In: BMC Musculoskelet Disord, 2014, S. 15–100, PMID 24666711.
- M. Mutschler, U. Nienaber, A. Wafaisade, T. Brockamp, C. Probst, T. Paffrath, B. Bouillon, M. Maegele: The impact of severe traumatic brain injury on a novel base deficit- based classification of hypovolemic shock. In: Scand J Trauma Resusc Emerg Med., 22(1), 2014, S. 28, PMID 24779431.
- S. Shafizadeh, M. Balke, U. Hagn, S. Grote, B. Bouillon, M. Banerjee: Variability of landmark acquisition affects tunnel calculation in image-free ACL navigation. In: Knee Surgery, Sports Traumatology, Arthroscopy, 2014, PMID 24705791.
- M. Fröhlich, R. Lefering, C. Probst, T. Paffrath, M. M. Schneider, M. Maegele, S. G. Sakka, B. Bouillon, A. Wafaisade: Epidemiology and risk factors of multiple-organ failure after multiple trauma: an analysis of 31,154 patients from the TraumaRegister DGU. In: Intensive Care and Trauma Management of the German Trauma Society Sektion NIS, 2014, PMID 24662853.
- E. Steinhausen, R. Lefering, T. Tjardes, E. A. Neugebauer, B. Bouillon, D. Rixen: A risk-adapted approach is beneficial in the management of bilateral femoral shaft fractures in multiple trauma patients: An analysis based on the trauma registry of the German Trauma Society. In: The Journal of Trauma and Acute Care Surgery., 76(5), 2014, S. 1288–1293, PMID 24747462.